# Marcq-en-Ostrevent
Marcq-en-Ostrevent é uma comuna francesa na região administrativa de Altos da França, no departamento do Norte. Estende-se por uma área de 6.27 km². Em 2010 a comuna tinha 747 habitantes (densidade: 119,1 hab./km²).